# Federico Zurlo
Federico Zurlo (Cittadella, 25 febbraio 1994) è un ex ciclista su strada e ciclocrossista italiano, professionista dal 2015 al 2020.

## Carriera
Cresciuto nell'ASD Postumia 73 Dino Liviero di Castelfranco Veneto, già nella categorie Allievi, nel biennio 2009-2010, mette in mostra doti di velocista e coglie 24 successi su strada. Attivo tra gli Juniores nel biennio 2011-2012, è nuovamente pluri-vittorioso: su strada si aggiudica tra le altre due tappe al Trittico Veneto e una nel Kroz Istru, e diverse classiche venete, oltre a piazzarsi quarto in linea ai campionati del mondo 2012, mentre nel ciclocross fa suo il titolo nazionale 2011 di categoria a Roma.
Debutta da Under-23 nel 2013 con la Zalf-Euromobil-Désirée-Fior, storica formazione anch'essa di Castelfranco Veneto: al primo anno fa sue tra le altre la Milano-Busseto e, in maglia azzurra, una tappa alla Coupe des Nations Ville de Saguenay valida per la Coppa delle Nazioni Under-23, nel 2014 conquista invece due gare nazionali ed è azzurro di categoria ai mondiali di Ponferrada.
Passa professionista a inizio 2015 con la Professional statunitense UnitedHealthcare, e in stagione è secondo in una tappa dell'Arctic Race of Norway. Messo sotto contratto dal WorldTeam italiano Lampre-Merida, nel 2016 coglie il primo successo, in una frazione del Tour of Qinghai Lake in Cina, e partecipa alla sua prima Vuelta a España, conclusa però con un ritiro; l'anno seguente, confermato nella nuova UAE Emirates, conclude la sua seconda Vuelta a España.
Dal 2018 al 2020 gareggia quindi con la Continental italo-rumena MsTina/Giotti Victoria diretta da Stefano Giuliani: il 2019 è la stagione migliore, vince infatti due corse in Giappone, una tappa al Tour of Japan (oltre alla classifica a punti della corsa) e una al Tour de Kumano, ed è quarto al Tour of Szeklerland in Romania. Conclude la carriera agonistica a inizio 2021.

## Palmarès

### Strada
- 2011 (Juniores)[8]

Trofeo Ulisse Lavaggi
Gran Premio Liberazione Città di Massa
Gran Premio di Badoere
Circuito dello Stella
Giro della Vallata Feltrina
3ª tappa, 1ª semitappa Trittico Veneto (Sacile > Orsago)
Gran Premio Garage Miramonti
Memorial Assuero Barlottini
- 2012 (Juniores)[9]

Circuito di Orsago
2ª tappa Kroz Istru (Umago > Albona)
2ª tappa Giro del Friuli Venezia Giulia (Cavasso Nuovo > Poffabro)
Piccola Tre Valli (cronometro)
Cittadella Colli Alti
Gran Premio Sportivi di Loria
2ª tappa Trittico Veneto (Gaiarine)
Gran Premio Pozzigroup
- 2013 (Zalf Under-23)

Coppa Belricetto
Milano-Busseto
3ª tappa Coupe des Nations Ville de Saguenay (Chicoutimi > Chicoutimi, con la Nazionale italiana)
- 2014 (Zalf Under-23)

Gran Premio De Nardi
Gran Premio Calvatone
- 2016 (Lampre-Merida, una vittoria)

7ª tappa Tour of Qinghai Lake (Qilian > Qingshizui)
- 2019 (Giotti Victoria-Palomar, due vittorie)

5ª tappa Tour of Japan (Minamishinshu > Minamishinshu)
3ª tappa Tour de Kumano (Taiji > Taiji)

#### Altri successi
- 2012 (Juniores)

Classifica a punti Kroz Istru
- 2013 (Zalf Under-23)

Classifica giovani Coupe des Nations Ville de Saguenay (con la Nazionale italiana)
- 2019 (Giotti Victoria-Palomar)

Classifica a punti Tour of Japan

### Ciclocross
- 2010-2011 (Juniores)[10]

Campionati italiani, Juniores (Roma)
- 2011-2012 (Juniores)[10]

Ciclocross del Ponte, Juniores (Faè)
Memorial Romano Scotti, Juniores (Roma)

## Piazzamenti

### Grandi Giri
- Vuelta a España

2016: ritirato (4ª tappa)
2017: 148º

### Classiche monumento
- Milano-Sanremo

2016: ritirato
2017: 191º
- Giro delle Fiandre

2016: 104º
2017: 77º
- Parigi-Roubaix

2015: 59º
2016: ritirato
2017: ritirato
- Giro di Lombardia

2015: ritirato

### Competizioni mondiali
- Campionati del mondo su strada

Valkenburg 2012 - In linea Junior: 4º
Ponferrada 2014 - In linea Under-23: 53º
- Campionati del mondo di ciclocross

St. Wendel 2011 - Junior: 51º

### Competizioni europee
- Campionati europei su strada

Nyon 2014 - In linea Under-23: 44º
- Campionati europei di ciclocross

Francoforte s. Meno 2010 - Junior: 7º